# Sylviorthorhynchus
Sylviorthorhynchus är ett av två släkten sprötstjärtar i familjen ugnfåglar inom ordningen tättingar. Tidigare omfattade det endast trådsprötstjärten (Sylviorthorhynchus desmurii), då under svenska namnet trådstjärt. Efter genetiska studier inkluderas numera även gyllenbrun sprötstjärt (Sylviorthorhynchus yanacensis), tidigare i Leptasthenura.